# Joachim d'Alencé
Joachim d'Alencé, natif de Paris et mort le 17 février 1707 à Lille, est un astronome et physicien français.